# The Hope That Kills You
"The Hope That Kills You" es el décimo episodio y final de la primera temporada de la serie de televisión de comedia dramática deportiva estadounidense Ted Lasso, basada en el personaje interpretado por Jason Sudeikis en una serie de promociones para la cobertura de NBC Sports de la Premier League de Inglaterra. El episodio fue escrito por el miembro del reparto Brendan Hunt a partir de una historia de Joe Kelly y el protagonista Jason Sudeikis, y dirigido por MJ Delaney. Se estrenó en Apple TV+ el 2 de octubre de 2020.
La serie sigue a Ted Lasso, un entrenador de fútbol americano universitario, que es reclutado inesperadamente para entrenar a un equipo ficticio de la Premier League inglesa, el AFC Richmond, a pesar de no tener experiencia como entrenador de fútbol. La dueña del equipo, Rebecca Welton, contrata a Lasso con la esperanza de que fracase como medio para vengarse del anterior dueño del equipo, Rupert, su ex marido infiel. En el episodio, Richmond se prepara para un partido decisivo contra el Manchester City, que determinará su descenso.
El episodio recibió críticas extremadamente positivas de los críticos, quienes elogiaron las actuaciones, el guion, la dirección y el cierre. Por este episodio, MJ Delaney fue nominado a Mejor Dirección en una Serie de Comedia en los 73.º Premios Primetime Emmy.

## Trama
Nate (Nick Mohammed) llega a trabajar, solo para descubrir que otro hombre ha sido contratado como nuevo utillero. Ted (Jason Sudeikis) y Rebecca (Hannah Waddingham) le revelan a Nate que ha sido ascendido a entrenador asistente para su próximo partido contra Manchester City. Para motivar al equipo, Nate les muestra un video de Jamie (Phil Dunster) hablando mal del club. Si el club pierde el partido, descenderá a la segunda división, la Championship. Inspirados por el consejo de Rebecca de crear caos en el campo, Ted y el club idean jugadas engañosas para confundir al Manchester City. Jamie decide visitar a Keeley (Juno Temple) después de ver un vídeo de la opinión que Ted tiene de él, y descubre que ahora está en una relación con Roy.
En el último partido de la temporada, Richmond y Manchester City terminan la primera mitad con un empate 0-0. Para la segunda mitad, Ted decide poner a Roy nuevamente en el campo. El Manchester City consigue marcar un gol mediante un penal. Cuando Jamie intenta marcar, Roy se lo impide, aunque termina con una lesión en la rodilla. La multitud aplaude a Roy mientras regresa al vestuario. Mientras los comentaristas se preguntan si este fue su último partido, Roy se reúne con Keeley en el vestuario. Al mismo tiempo, se enteran de que el Crystal Palace ganó su partido con un resultado de 6-0, lo que significa que Richmond solo necesita empatar para evitar el descenso.
Con 3 minutos de añadido, el club aprieta para buscar el empate. El equipo decide utilizar la jugada de truco "Lasso special", que hace que los jugadores adopten posiciones de fútbol de campo, confundiendo a la multitud y al Manchester City. Ante el desconcierto, Richmond consigue enviar un pase a Dani (Cristo Fernández), quien marca un gol, logrando el empate. Sin embargo, en los segundos finales, Jamie hace un pase extra a un compañero que marca y gana el partido para el Manchester City, mandando al descenso al Richmond. Cuando Ted va a felicitar a Jamie, ve a su padre reprendiéndolo por pasar el balón y no marcar el gol él mismo.
Luego, Ted habla con su equipo, intentando animar a todos con algunos consejos que le ofreció a Sam (Toheeb Jimoh) a principios de la temporada y diciendo que juntos lo superarán. Justo cuando Jamie está a punto de abordar el autobús de regreso a Mánchester, Beard (Brendan Hunt) le entrega una nota de Ted, quien lo felicita por el pase adicional y le da un soldadito de juguete para que lo cuide. Ted visita a Rebecca para renunciar, pero ella se niega. Ambos tienen la intención de trabajar duro para la próxima temporada para lograr el ascenso y luego ganar la Premier League.

## Desarrollo

### Producción
El personaje de Ted Lasso apareció por primera vez en 2013 como parte de la promoción de NBC Sports de su cobertura de la Premier League, interpretado por Jason Sudeikis.  En octubre de 2019, Apple TV+ encargó una serie centrada en el personaje, con Sudeikis repitiendo su papel y coescribiendo el episodio con el productor ejecutivo Bill Lawrence.  Sudeikis y sus colaboradores Brendan Hunt y Joe Kelly comenzaron a trabajar en un proyecto alrededor de 2015, que evolucionó aún más cuando Lawrence se unió a la serie.  El episodio fue dirigido por MJ Delaney y escrito por el miembro del elenco principal Brendan Hunt a partir de una historia de Joe Kelly y el miembro del elenco principal Jason Sudeikis. Este fue el segundo crédito como director de Delaney, el cuarto crédito como guionista de Hunt, el cuarto crédito como guionista de Kelly y el cuarto crédito como guionista de Sudeikis para el programa. 

## Reseñas críticas
"The Hope That Kills You" recibió críticas extremadamente positivas de los críticos. Gissane Sophia de Marvelous Geeks Media escribió: "'The Hope That Kills You' es uno de los episodios de televisión más esperanzadores que he visto en años, y sin embargo, hay muy pocas cosas que sean realmente felices. Es un episodio lleno de momentos profundamente tristes, pero la comunidad establecida dentro de este programa es la razón por la que las consecuencias siguen siendo, de alguna manera, tan alegres".
Mads Lennon de FanSided escribió: "El episodio 10 comienza con un ascenso: ¡Nate es el nuevo entrenador asistente! Sus días de limpiar botines se acabaron. Otros cambios en la dinámica de poder del equipo incluyen a Roy intentando entregar su banda de capitán. Ted no quiere aceptarlo, pero si Roy está decidido a dejarlo ir, tendrá que elegir al menos a su sucesor".  Daniel Hart de Ready Steady Cut le dio al episodio una calificación de 3.5 estrellas de 5 y escribió: "Nadie se quejará de una segunda temporada; el final de la temporada 1 de Ted Lasso cierra la serie con estilo y emoción mientras el club de fútbol conoce su destino". 

### Premios y reconocimientos
MJ Delaney fue nominada a Mejor Dirección de una Serie de Comedia en los 73º Premios Primetime Emmy, perdiendo ante Hacks por el episodio "There Is No Line".  También fue nominada a Mejor Dirección en una Serie de Comedia en los 73.º Premios del Sindicato de Directores de Estados Unidos, perdiendo ante The Flight Attendant por el episodio "In Case of Emergency". 